# Санкт-Галлен
Санкт-Га́ллен (нем. St. Gallen, алем. нем. Sanggale [saŋ.ˈg̊ːalə], фр. Saint-Gall, итал. San Gallo) — город в восточной части Швейцарии, столица кантона Санкт-Галлен. Город расположен недалеко от Боденского озера на высоте примерно 700 метров над уровнем моря и является одним из самых высокогорных городов Швейцарии.
Назван в честь святого Галла. Возник вокруг бенедиктинского монастыря св. Галла. Монастырские строения с барочным залом библиотеки включены в перечень всемирного наследия ЮНЕСКО.

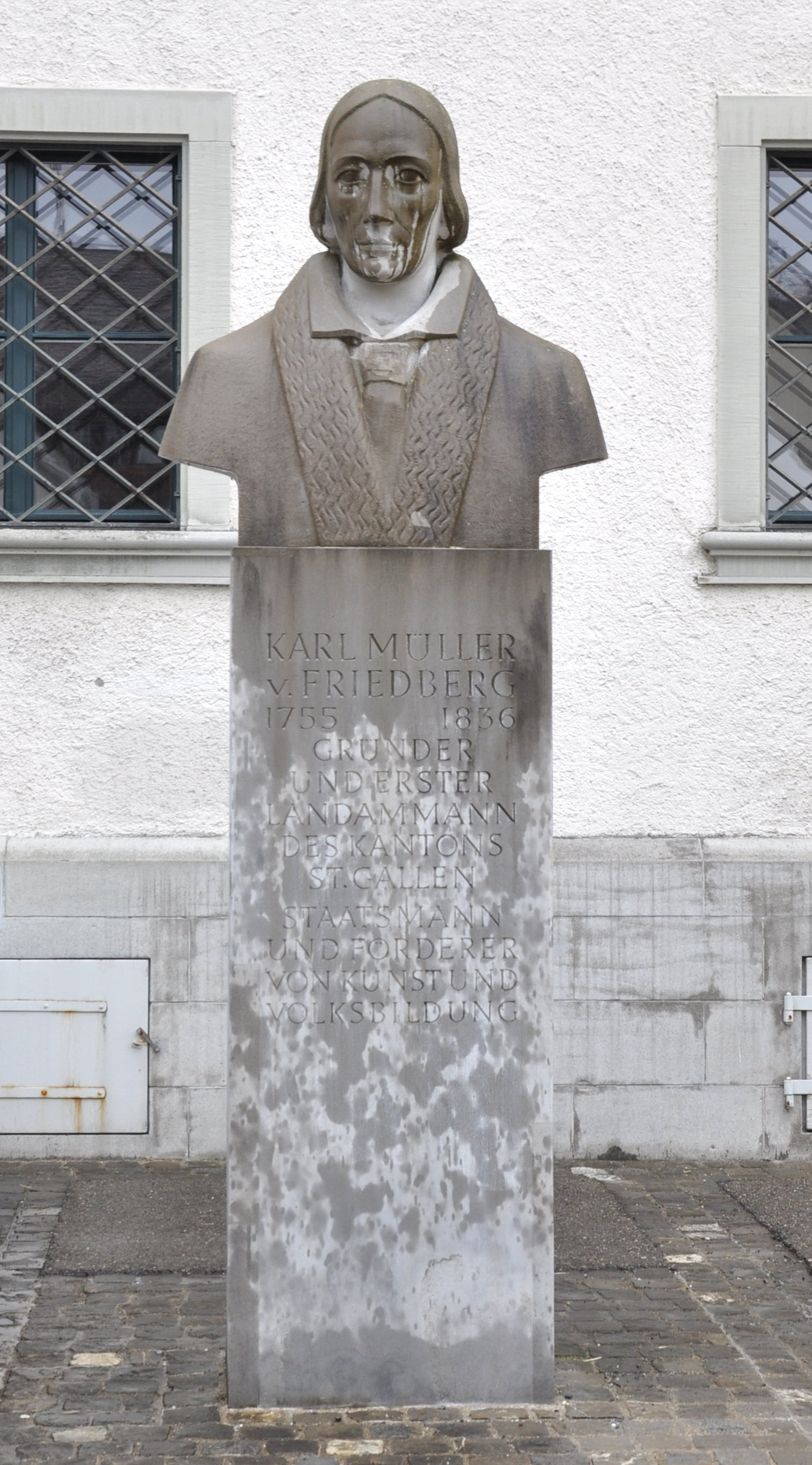
Бюст Карлу фон Мюллер-Фридбергу в Санкт-Галлене

Город был основан в VII веке и является культурным и экономическим центром восточной Швейцарии.
Современный город включает в свой состав старый городской квартал (до 1798 — имперский город и Республика Санкт-Галлен) и ряд окрестных деревень (Хафнерсберг, Ротмонтен, Бругген, Лахен, Санкт-Фиден и другие), ранее принадлежавших к коммунам Штраубенцель и Таблат и включённых в состав города в 1918 году.
Герб города Санкт-Галлен представляет собой стоящего на задних лапах медведя с золотым ожерельем. Император Фридрих III в 1475 году позволил городу украсить медведя на городском гербе золотым ожерельем в благодарность за поддержку в войнах с Бургундией.

## География
Город расположен в долине реки Штайнах, впадающей в Боденское озеро, между двумя параллельными возвышенностями — Розенберг на севере и Фройденберг на юге. При благоприятных погодных условиях с холмов Фройденберг, где расположена пригородная зона отдыха, открывается вид на Боденское озеро и юг Германии.
Из-за специфического рельефа Санкт-Галлен называют «городом тысячи лестниц», так как множество лестниц ведут из центра города к Розенбергу и Фройденбергу.
Большая часть города построена на неустойчивом торфяном грунте с близким залеганием грунтовых вод. Поэтому много зданий в центре города (в том числе главный вокзал и почтамт) строились на дубовых сваях.

## Климат
Санкт-Галлен находится в умеренной климатической зоне с изменчивым режимом погоды, зависящим от направления ветра. При северном или северо-восточном ветре (особенно в осенне-зимний период) наступает холодная погода, в большинстве случаев с густым туманом, образованию которого способствует близость Боденского озера. Зимой в городе выпадают осадки в виде снега, который может лежать в затенённых местах до апреля.
Летом в городе часты продолжительные осадки в виде дождя, в том числе вечерние грозы. Южный ветер приносит в город солнечную и теплую погоду. При южном ветре температура воздуха может подниматься по 10 °C и больше за несколько часов.
Средняя температура воздуха в городе составляет 7,4 °C, средняя температура в июле 16 °C, в январе −1,8 °С. Среднее количество осадков составляет 1250 мм, в год, причем большинство осадков выпадает летом.

## Экономика и транспорт
Санкт-Галлен является экономическим центром восточной Швейцарии. Здесь расположено несколько крупных страховых компаний и банков (Банк кантона Санкт-Галлен, Райффайзен-банк, Фадиан-банк). Университет Санкт-Галлена осуществляет подготовку кадров для финансовой сферы. В 2005 году на территории города было зарегистрировано 4 738 коммерческих фирм. Более 85 % предприятий в городе осуществляют деятельность в сфере бытового обслуживания, торговли и информационных технологий. В городе также развита текстильная промышленность. Важное значение имеет также культурный и деловой туризм. 41 % туристов (по данным 2006 года) составляют туристы из-за границы, в основном из Германии и США.
Город является важным транспортным узлом, связывающим восточное и западное направления транспортной оси Мюнхен — Линдау — Санкт-Галлен — Цюрих. Паромное движение связывает Санкт-Галлен с Фридрихсхафеном.
Розенбергский и Стефаншорнский туннели, открытые в 1987 году, позволили разгрузить автомобильное движение в городе от транзитного транспорта, направив его по автобану в объезд города.
Железнодорожное движение открыто в 1856 году. Главный вокзал Санкт-Галлена построен архитектором Александром фон Зенгером. Кроме него в городе имеется ещё 3 железнодорожных вокзала Швейцарских федеральных железных дорог. Железнодорожные линии связывают Санкт-Галлен с долиной Рейна, окрестностями Боденского озера и Центральной Швейцарией. С городскими окрестностями Санкт-Галлен также связывает городская электричка. В одном часе езды от Санкт-Галлена находится аэропорт Цюриха. Следующий ближайший аэропорт — это аэропорт Санкт-Галлен-Альтенрайн, из которого осуществляется регулярное воздушное сообщение с Веной.
Санкт-Галлен имеет широкую сеть городских автобусных маршрутов, имеются троллейбусная система и фуникулёр, связывающий город с пригородной зоной отдыха. Движение по фуникулерной дороге было открыто в 1893 году. До 1957 года в городе также существовало трамвайное движение (планируется к восстановлению).

## Культура и туризм

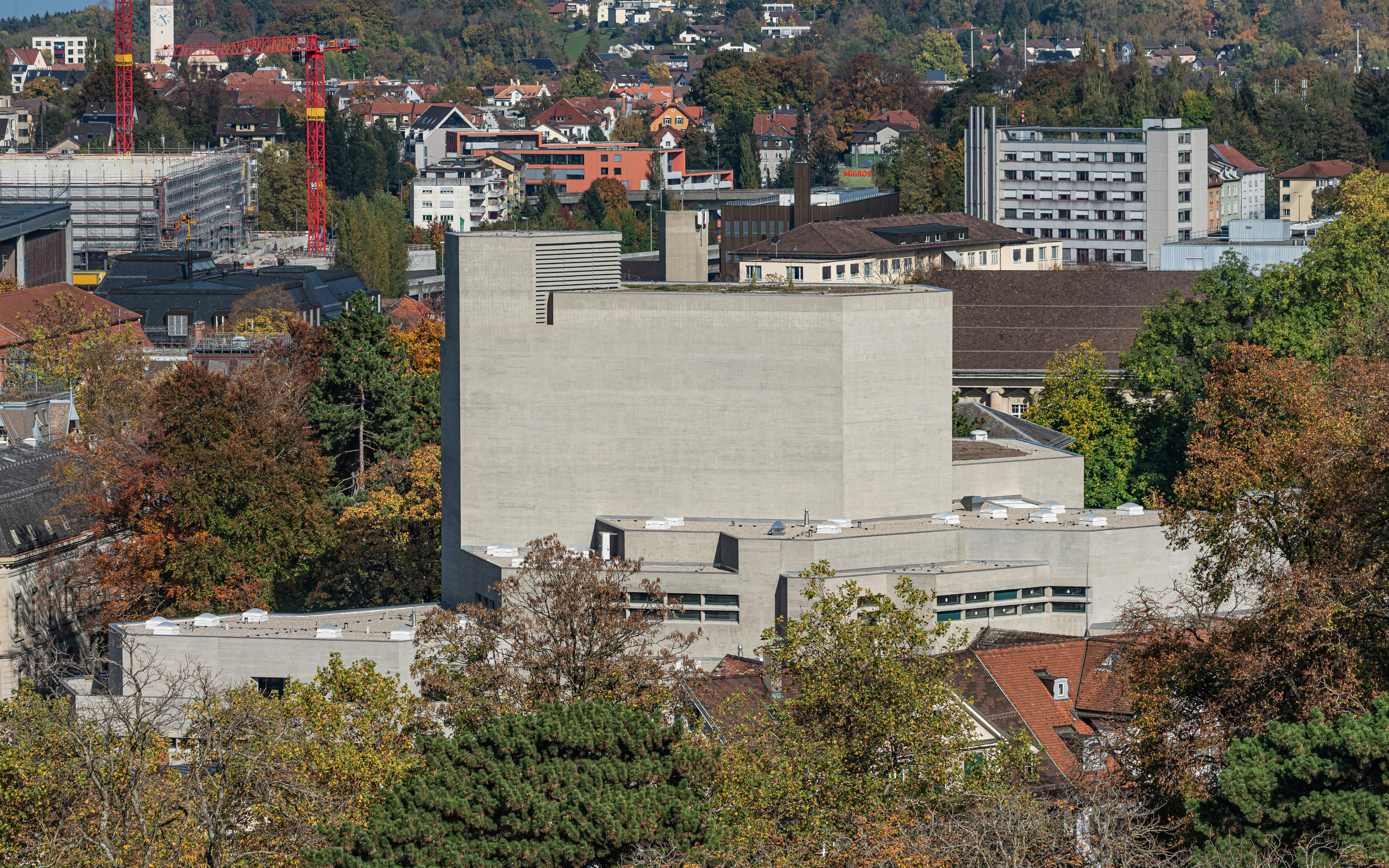
Театр

В нескольких минутах пешком к востоку от центра города находится культурный центр (городской театр и концертный зал) и городской парк. В театре Санкт-Галлена можно увидеть современные и классические спектакли, оперные постановки, балет, оперетту, мюзиклы. В городском концертном зале проходят концерты симфонического оркестра Санкт-Галлена и многочисленные гастрольные концерты. В городе также имеется кукольный театр, в котором можно увидеть спектакли для детей и для взрослых.
В непосредственной близости от театра и концертного зала расположены три музея: Исторический музей (музей истории и этнографии), в котором представлены экспозиции по истории и культуре города и кантона, Музей изобразительных искусств, где можно ознакомиться с коллекциями живописи и скульптуры XIX—XX веков, а также Музей естествознания. Исторический музей является одним из старейших музеев Швейцарии, он основан Иоганном Кристофом Кунклером в 1873—1877 гг. Помимо этого, в городе имеется художественная галерея современного искусства и Текстильный музей, в котором представлены экспозиции о развитии текстильной промышленности в Санкт-Галлене, различные образцы тканей и вышивки.

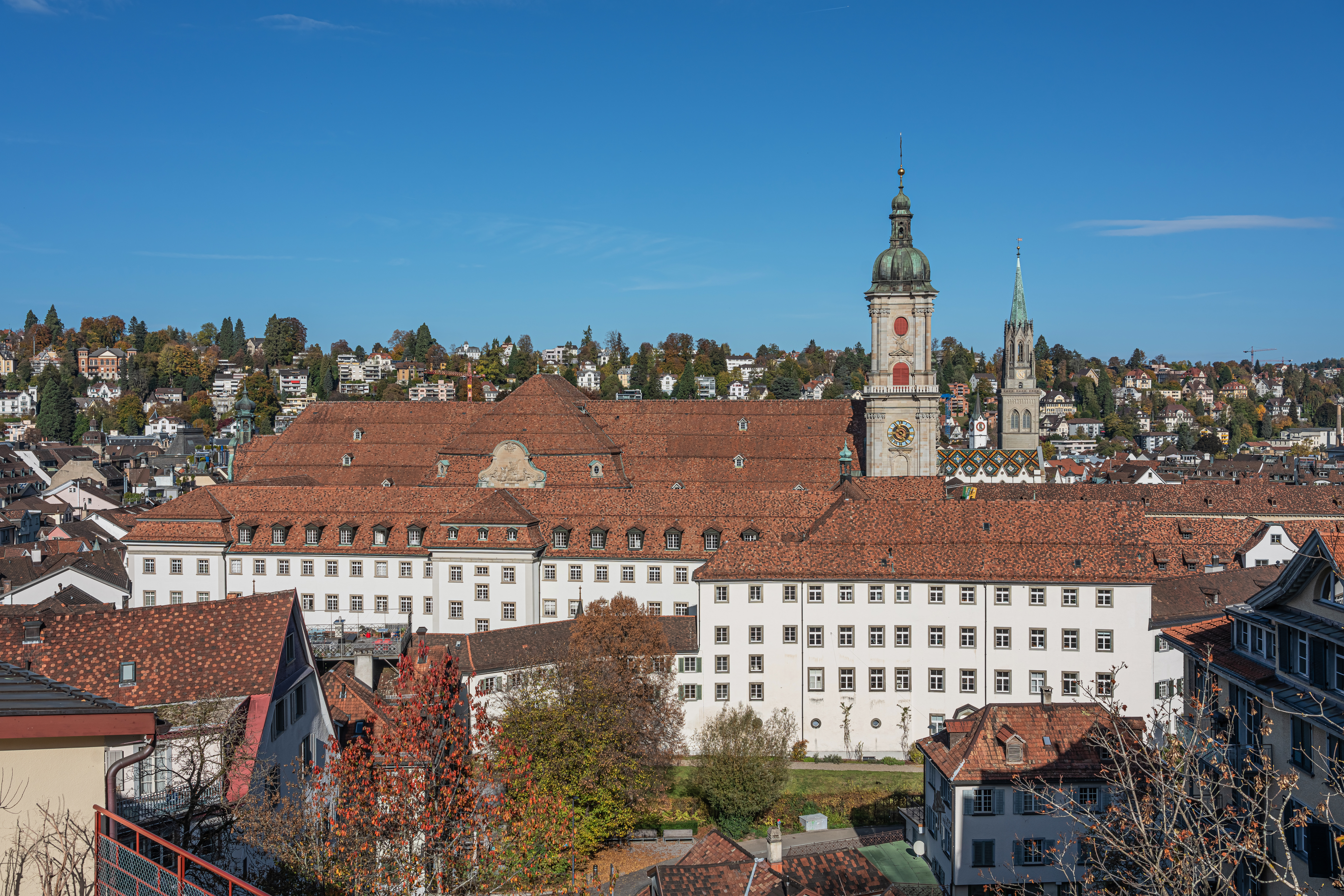
Вид на бывший монастырь св. Галла

Значительное число туристов приезжает в Санкт-Галлен, чтобы увидеть памятники истории и культуры, включенные в перечень объектов всемирного наследия ЮНЕСКО: монастырскую церковь XVIII века в стиле барокко, а также библиотеку монастыря Святого Галла, в которой хранятся древние рукописи начиная с VIII века, в том числе рукопись «Песни о Нибелунгах». К югу от монастыря фуникулёрная дорога ведёт в пригородную зону отдыха, откуда в хорошую погоду открывается вид на город, Боденское озеро и на немецкий берег.
Интерес для туристов представляют также постройки исторической части города, украшенные многочисленными эркерами и резьбой по дереву, здание старейшего в Швейцарии банка Вегелин, основанного в 1741 году, а также крытый бассейн, построенный в 1906 году по системе французского инженера-строителя Франсуа Эннебика.
В городе расположена известная частная школа-интернат Institut auf dem Rosenberg и университет.

### Музеи
- Музей авиации (Fliegermuseum)
- Исторический музей (Historisches Museum Prestegg)
- Музей Амден (Museum Amden)
- Музей Ortsmuseum Andwil
- Музей Heimatmuseum Balgach
- Музей кузнечного дела (Toggenburger Schmiede-und Werkzeugmuseum)
- Дом «К Торггел» (Haus zum Torggel)
- Музей Ortsmuseum Bϋtschwil
- Музей Heimatmuseum der Albert Edelmann-Stiftung
- Ortsmuseum Lindengut

## Известные уроженцы и жители
- Арнольд Фанк — немецкий режиссёр, основатель и наиболее крупный представитель жанра горных фильмов. В 1915 году за диссертацию по окаменелостям Санкт-Галлена Фанк был удостоен докторской степени по геологии[4]
- Кевин Фиала — хоккеист, выступает за команду «Миннесота Уайлд» в Национальной хоккейной лиге;
- Туотило — выдающийся средневековый композитор, поэт и художник (ок. 850 — ок. 915), современник Карла Великого;
- Д’Алессандро, Рафаэле — швейцарский композитор;
- Парацельс — врач, алхимик;
- Густав IV Адольф — король Швеции;
- Иоахим Вадиан — швейцарский гуманист и реформатор;
- Энгельберт, Герман (1830—1900) — немецкий писатель, раввин;
- Христофор Шаппелер — немецкий религиозный деятель XVI века;
- Карл фон Мюллер-Фридберг (нем. Karl von Müller-Friedberg) (1755-1836), швейцарский политик и государственный деятель, дипломат;
- Пауль Грюнингер — командир полиции в кантоне Санкт-Галлен, спасший 3600 евреев из нацистской Германии и Австрии от уничтожения, Праведник народов мира;
- Генрих Грейнахер (1880—1974) — физик, придумал магнетрон и Умножитель Грейнахера.
- Ландман, Зальция (1911—2002) — швейцарская и еврейская писательница.
- Паола дель Медико (род. 1950) — швейцарская певица и телеведущая.